# 기타즈메 겐고
기타즈메 겐고(일본어: 北爪 健吾, 1992년 4월 30일 ~ )는 일본의 축구 선수이다. 현재 J1리그의 시미즈 에스펄스에서 뛰고 있다.

## 구단 경력
그는 2015년부터 J리그의 제프 유나이티드 지바, 요코하마 FC, 가시와 레이솔, 시미즈 에스펄스에서 뛰었다.